# Susie O’Neill
Susan „Susie“ O’Neill AM (* 2. August 1973 in Mackay, Queensland) ist eine ehemalige australische Schwimmerin.
O’Neill startete für den Commercial Swim Club aus Brisbane und konnte in ihrer Laufbahn in den 1990er Jahren zahlreiche Medaillen bei Olympischen Spielen erringen. Auf den Einzelstrecken war sie neben den Freistilstrecken im Schmetterlingsschwimmen am erfolgreichsten, was ihr den Spitznamen „Madame Butterfly“ eintrug. Sie wurde bei den Olympischen Spielen 1996 in Atlanta Olympiasiegerin über 200 m Schmetterling und bei ihren Heimatspielen 2000 in Sydney Olympiasiegerin über 200 m Freistil. Zudem gewann sie im Jahr 2000 Silber über 200 m Schmetterling und bei den Olympischen Spielen 1992 in Barcelona Bronze über die gleiche Distanz. Außerdem gewann sie mit den australischen Staffeln noch einige Medaillen.
Bei den Weltmeisterschaften 1998 konnte sie ebenfalls über ihre Lieblingsstrecke triumphieren.
O’Neill ist mittlerweile verheiratet und Mutter zweier Kinder. Im Jahr 2006 wurde sie in die Ruhmeshalle des internationalen Schwimmsports aufgenommen.